# トラットリア (レコードレーベル)
トラットリア（Trattoria Records）は、日本のポリスター内に1992年から2002年まで活動していたレコードレーベルである。小山田圭吾主宰。10年間の間に250の作品をリリースした。

## 概要
フリッパーズ・ギターを解散した小山田が、以前エル・レコード（El records）を主宰していたマイク・オールウェイと日英ポップスの交流場として作り上げた。「Trattoria」というイタリア語で「定食屋」を意味するその名称もマイク・オールウェイが名付け親。定食屋になぞり、リリースはメニュー（menu）という形で発表されていた。

後に欠番となるが、フリッパーズの編集盤「colour me pop」、「on PLEASURE BENT」がそれぞれmenu1、2となっていた。
本レーベルを「渋谷系音楽の総本山」とみなす向きもあるが、音楽プロデューサーの牧村憲一はむしろCrue-L Recordsやエスカレーターレコーズなどのインディーズレーベルが渋谷系の中心であったとしている。終了までに、CDやTシャツなどの売上金額はCDアルバム換算で400万枚に達した。

## 主なサブレーベル
Trattoria Records内にはいくつかのサブ・レーベルが存在する。
- エキゾチカ （EXOTICA）

マイク・オールウェイの意思を反映した洋楽ライン。後に「if...」へ発展。
- モー・ミュージック（MO'MUSIC）

トシ矢嶋プロデュース。英国アシッドジャズ系の音が中心。
- トラットリア・ファミリー・クラブ（Trattoria Family Club）

入手困難な廃盤の再発を手掛けるレーベル。
- T2 Label

沖野俊太郎プロデュース。
- ショックシティー（SHOCK CITY）

ハナタラシ、ボアダムスのEYEによるそっち系のバンドなどをリリース。

## 主なアーティスト
※五十音順。コンピレーション・アルバム収録のみや再発のみのアーティストも含む。
- ASA-CHANG&巡礼
- アップルズ・イン・ステレオ（The Apples in Stereo）
- ウォッカ・コリンズ（アラン・メリル、かまやつひろし、大口広司）
- ウッド・ビー・グッズ（Would-be-goods）
- ヴィーナス・ペーター
- 沖野俊太郎
- 想い出波止場
- OOIOO
- カジヒデキ
- カヒミ・カリィ
- クエスチョンズ（The Questions）- 再発
- クラウドベリー・ジャム
- コーディロイ
- コーネリアス
- SALON MUSIC
- シトラス
- 清水ひろたか
- SEAGULL SCREAMING KISS HER KISS HER
- ハナタラシ
- ザ・パステルズ（The Pastels）
- パパス・フリータス
- HIROMIX
- ビル・ワイマン - 再発
- フリー・デザイン - 再発
- ブリッジ
- 堀江博久
- 暴力温泉芸者
- MARDEN HILL
- マニー・マーク
- 嶺川貴子
- ムッシュかまやつ
- YOSHIE
- RAH BAND - 再発
- ルイ・フィリップ（Louis Philippe）
- ルミナスオレンジ
- ROVO
- WACK WACK RHYTHM BAND